# Longitarsus flavicornis
Longitarsus flavicornis là một loài bọ cánh cứng trong họ Chrysomelidae. Loài này được Stephens miêu tả khoa học năm 1831.